# ジュリエット・ビノシュ
ジュリエット・ビノシュ（Juliette Binoche, 1964年3月9日 - ）は、フランス出身の女優。1996年公開の『イングリッシュ・ペイシェント』でアカデミー助演女優賞を受賞、また世界三大映画祭のすべての女優賞を受賞した女優でもある。

## 来歴

### 生い立ち
首都パリにてフランス人彫刻家、俳優、演出家の父（ジャン＝マリ・ビノシュ）とポーランド人女優の母（モニーク・スタレンス）の間に生まれる。両親はビノシュが4歳のときに離婚したため、それぞれの親とカトリックの寄宿学校の間を行き来して育つ。パリの芸術高校に進んだのち、フランス国立高等演劇学校（コンセルヴァトワール）にて学ぶ。

### キャリア
1983年公開の『Liberty Bell』にて映画初出演。『ゴダールのマリア』や『ランデヴー』などの作品でフランス国内で人気となり、後者の作品でロミー・シュナイダー賞を受賞、セザール賞主演女優賞にノミネートされた。1986年公開の『汚れた血』でシュザンヌ・ビアンケッティ賞を受賞。これらの整合が国際的に注目を集め、1988年公開の『存在の耐えられない軽さ』でアメリカ映画に初出演した。
1991年公開の『ポンヌフの恋人』でヨーロッパ映画賞女優賞を受賞。1993年公開の『トリコロール/青の愛』でヴェネツィア国際映画祭 女優賞とセザール賞主演女優賞を受賞。1996年公開の『イングリッシュ・ペイシェント』でベルリン国際映画祭銀熊賞とアカデミー助演女優賞を受賞。翌年にはルイジ・ピランデッロの『裸』でウエスト・エンドの舞台に立った。
2000年公開の『ショコラ』でアカデミー主演女優賞に、同年の舞台ハロルド・ピンターの『背信』でトニー賞にノミネートされた。
2010年公開の『トスカーナの贋作』で第63回カンヌ国際映画祭の女優賞を受賞し、世界三大映画祭すべての女優賞受賞を果たした。
2010年代には日本人監督とのタッグを組む機会が多くあり、河瀨直美監督の『Vision』と是枝裕和監督の『真実』に出演した。

### 来日公演
2009年3月、渋谷の大型複合文化施設Bunkamura内の劇場シアターコクーンにおいて、英国人振付師兼ダンサーのアクラム・カーンと共同演出及び出演を務めたミュージカル・バレエ舞台「in-i（イン・アイ）」を7公演行った。
また同月、六本木ヒルズで開催されたフランス映画祭2009の代表団団長を務め、オープニングに先立ち会見を行った。

### 私生活
1980年代に『汚れた血』『ポンヌフの恋人』の映画監督レオス・カラックスと交際していたが、上記の作品の撮影中に衝突を繰り返して破局。他にもダニエル・デイ＝ルイスやオリヴィエ・マルティネスとも恋仲になった。1993年にスキューバダイバーの男性（アンドレ・ハル）との間に長男ラファエルを、1999年に『年下のひと』で共演したブノワ・マジメルとの間に女児ハナを生むが、どちらも後に破局。2005年から2008年までアルゼンチン人脚本家のサンティアゴ・アミゴレーナと交際。
ポーランド・チェンストホヴァ市の名誉市民。母親がこの町の出身。

## 主な出演作品
| 公開年 | 邦題 原題                                                          | 役名                             | 備考 |
| ------ | ------------------------------------------------------------------ | -------------------------------- | --- |
| 1985   | ゴダールのマリア Je vous salue                                     | ジュリエット                     | |
| 1985   | Les nanas                                                          | アントワネット                   | |
| 1985   | 家族生活 La Vie de famille                                         | ナターシャ                       | |
| 1985   | 暗殺の報酬 Adieu Blaireau                                          | ブリジット                       | |
| 1985   | ランデヴー Rendez-vous                                             | ニナ/アンヌ・ラリュー            | セザール賞主演女優賞ノミネート |
| 1985   | Le meilleur de la vie                                              | ヴェロニクの友人                 | 端役 |
| 1986   | Mon beau-frère a tué ma soeur                                      | エステル                         | |
| 1986   | 汚れた血 Mauvais sang                                              | アンナ                           | セザール賞主演女優賞ノミネート |
| 1988   | 存在の耐えられない軽さ The Unbearable Lightness of Being           | テレーザ                         | |
| 1989   | Un tour de manège                                                  | エルザ                           | |
| 1991   | ポンヌフの恋人 Les Amants du Pont-Neuf                             | ミシェル                         | ヨーロッパ映画賞 女優賞受賞 セザール賞主演女優賞ノミネート |
| 1992   | 嵐が丘 Emily Brontë's Wuthering Heights                            | キャシー／キャサリン             | |
| 1992   | ダメージ Damage                                                    | アンナ・バートン                 | セザール賞主演女優賞ノミネート |
| 1993   | トリコロール/青の愛 Trois couleurs: Bleu                           | ジュリー                         | ヴェネツィア国際映画祭 女優賞受賞 セザール賞主演女優賞受賞 ゴールデングローブ賞 主演女優賞 (ドラマ部門)ノミネート |
| 1995   | プロヴァンスの恋 Le Hussard sur le toit                            | ポーリーヌ・ド・テウス           | セザール賞主演女優賞ノミネート |
| 1996   | カウチ・イン・ニューヨーク Un divan à New York                     | ベアトリス・ソルニエ             | |
| 1996   | イングリッシュ・ペイシェント The English Patient                   | ハナ                             | アカデミー助演女優賞受賞 ベルリン国際映画祭銀熊賞 (女優賞)受賞 英国アカデミー賞 助演女優賞受賞 ヨーロッパ映画賞 女優賞受賞 ゴールデングローブ賞 助演女優賞ノミネート ナショナル・ボード・オブ・レビュー賞 助演女優賞受賞 |
| 1998   | ゴダールの映画史 Histoire(s) du cinéma                             |                                  | |
| 1998   | 溺れゆく女 Alice et Martin                                         | アリス                           | |
| 1999   | 年下のひと Les Enfants du siècle                                   | ジョルジュ・サンド               | |
| 2000   | サン・ピエールの生命 La Veuve de Saint-Pierre                      | ポリーヌ                         | |
| 2000   | コード・アンノウン Code inconnu: Récit incomplet de divers voyages | アンヌ・ローラン                 | |
| 2000   | ショコラ Chocolat                                                  | ヴィアンヌ                       | アカデミー主演女優賞ノミネート 英国アカデミー賞 主演女優賞ノミネート ゴールデングローブ賞 主演女優賞 (ミュージカル・コメディ部門)ノミネート                                                                              |
| 2002   | シェフと素顔と、おいしい時間 Décalage horaire                      | ローズ                           | |
| 2004   | イン・マイ・カントリー In My Country                               | アンナ                           | |
| 2005   | 隠された記憶 Caché                                                 | アンヌ・ローラン                 | コード・アンノウン(2000)とは監督・役名が同じ ヨーロッパ映画賞 女優賞ノミネート |
| 2005   | 綴り字のシーズン Bee Season                                        | ミリアム・ナウマン               | |
| 2005   | マリー 〜もうひとりのマリア〜 Mary                                 | マリー                           | |
| 2006   | パリ、ジュテーム Paris, je t'aime                                  | スザンヌ                         | |
| 2006   | カウントダウン 9.11 Quelques jours en septembre                    | イレーヌ                         | |
| 2006   | こわれゆく世界の中で Breaking and Entering                         | アミラ                           | |
| 2007   | ホウ・シャオシェンのレッド・バルーン Le Voyage du Ballon Rouge     | スザンヌ                         | |
| 2007   | 撤退 Disengagement                                                 | アナ                             | |
| 2007   | 40オトコの恋愛事情 Dan in Real Life                                | マリー                           | |
| 2008   | PARIS Paris                                                        | エリーズ                         | |
| 2008   | 夏時間の庭 L'Heure d'été                                           | アドリエンヌ                     | |
| 2010   | トスカーナの贋作 Copie conforme                                    | 彼女                             | カンヌ国際映画祭 女優賞 受賞 |
| 2011   | 陰謀の代償 N.Y.コンフィデンシャル The Son of No One                | ローレン・ブリッジス             | |
| 2011   | ジュリエット・ビノシュ in ラヴァーズ・ダイアリー Elles             | Anne                             | |
| 2012   | マリー、もうひとつの人生 La vie d'une autre                        | マリー                           | |
| 2012   | コズモポリス Cosmopolis                                            | ディディ                         | |
| 2012   | À Cœur ouvert                                                      | ミラ                             | |
| 2013   | カミーユ・クローデル ある天才彫刻家の悲劇 Camille Claudel 1915     | カミーユ・クローデル             | |
| 2013   | おやすみなさいを言いたくて A Thousand Times Good Night             | レベッカ                         | |
| 2013   | Words and Picture                                                  | ダイナ                           | |
| 2014   | GODZILLA ゴジラ Godzilla                                           | サンドラ・ブロディ               | |
| 2014   | アクトレス〜女たちの舞台〜 Sils Maria                              | マリア                           | セザール賞主演女優賞ノミネート |
| 2014   | Nadie quiere la noche                                              | ジョセフィーヌ                   | |
| 2015   | チリ33人 希望の軌跡 The 33                                         | マリア・セゴヴィア               | |
| 2017   | ゴースト・イン・ザ・シェル Ghost in the Shell                      | オウレイ博士                     | |
| 2018   | Vision ビジョン Vision                                             | ジャンヌ                         | |
| 2018   | 冬時間のパリ Doubles Vies                                          | セレナ                           | 第31回東京国際映画祭上映時のタイトルは『ノン・フィクション』 |
| 2018   | ハイ・ライフ High Life                                             | ディブス                         | |
| 2019   | 私の知らないわたしの素顔 Celle que vous croyez                     | クレール・ミヨー                 | |
| 2019   | 真実 La vérité                                                     | リュミール                       | |
| 2020   | 5月の花嫁学校 La bonne épouse                                      | ポーレット・ヴァン・デル・ベック | |
| 2023   | ポトフ 美食家と料理人 a Passion de Dodin Bouffant                  | ウージェニー                     | アストラ映画賞国際女優賞ノミネート ゴッサム賞助演俳優賞ノミネート サテライト賞映画助演女優賞未決定 |

## 日本語吹き替え
山像かおりが担当する機会が多い。